# Александар Алач
Александар Алач (Сплит, 16. август 1960) српски је и југословенски позоришни глумац.

## Биографија
Дипломирао је глуму на Академији драмских уметности у Новом Саду у класи професора Бранка Плеше 1986. године. Стални је члан Београдског драмског позоришта од 1987. године. Остварио је мање епизодне филмске улоге од којих су најпознатије Јаша Рајтер у серији Одлазак ратника, повратак маршала и потпуковник Михаило Наумовић у серији Крај династије Обреновић.
Био је ожењен глумицом Весном Чипчић са којом има ћерку Ању и сина Ивана.
Потпредседник је Хрватског културног друштвa Хрватски културни центар Београд.

## Филмографија
| Год.       | Назив                             | Улога                        |
| ---------- | --------------------------------- | ---------------------------- |
| 1980.-те   |                                   |                              |
| 1986.      | Врење                             | Благоје Паровић              |
| 1986.      | Одлазак ратника, повратак маршала | Јоахим Рајтер                |
| 1987.      | Погрешна процена (ТВ)             |                              |
| 1990.-те   |                                   |                              |
| 1995.      | Крај династије Обреновић          | потпуковник Михаило Наумовић |
| 2000.-те   |                                   |                              |
| 2007-2008. | Љубав и мржња                     | Станко                       |
| 2013.      | Где је Нађа?                      | Инспектор                    |
| 2015.      | Реквијем за госпођу Ј.            | Облак                        |